# Нандатки
 Нандатки  — (бел.  Нандаткi ) — деревня в Павловичском сельсовете Кировского района Могилёвской области Белоруссии. Короткая прямолинейная улица меридиональной ориентации застроена редко расположенными деревянными деревянными домами-«хатами».

## География
Деревня расположена в 14 км на север от Кировска, в 28 км от железнодорожной станции Березина (на линии Минск — Жлобин), в 102 км от Могилёва.
Транспортная связь проходит по просёлочной, затем автодороге Могилёв — Бобруйск.

## История
Основана в 1920 году переселенцами из соседних деревень.
В 1922 году деревни был выделен большой участок бывшей помещицкой земли.
В 1930 году образован колхоз «Красный боец».
Во время Великой Отечественной войны с конца июня 1941 года до конца июня 1944 оккупирована немецко-фашистскими войсками. 11 жителей погибли на фронте . По данным переписи 1959 года — 99 жителей, в 1970 году — 75 жителей. В 1986 году — 23 дома, 46 жителей, в составе колхоза «Красный боец» (центр в д. Павловичи. В 2007 год — 16 дворов, 42 жителя.

## Население

### Численность
- 2007 год — 16 дворов,42 жителя

### Динамика
- 1920 год — основание деревни
- 1959 год — 99 жителей
- 1970 год- 75 жителей
- 1986 год — 23 двора, 46 жителей
- 2002 год — 17 дворов, 33 жителя
- 2007 год — 16 дворов, 42 жителя